# Кордова (футбольний клуб)
«Кордова» (ісп. «Córdoba Club de Fútbol, S.A.D.») — іспанський професіональний футбольний клуб з однойменного міста. Заснований 1954 року. Домашні матчі проводить на стадіоні «Нуево Арканхель» місткістю 25 800 осіб.